# RŽD-Baureihe ТЭМ9
Die Lokomotiven der RŽD-Baureihe ТЭМ9 (deutsche Transkription TEM9) der Russischen Eisenbahnen (RŽD) sind breitspurige Diesellokomotiven mit dieselelektrischer Kraftübertragung vorrangig für den Rangier- und Auszugsdienst. Sie sind in der Kraftübertragung nach dem Prinzip der Mischstromtechnik ausgeführt, der Traktionsgenerator erzeugt Strom in Wechselstrom, die Traktionsfahrmotoren arbeiten auf der Basis von Gleichstrommaschinen. Die Fahrzeuge werden lediglich für die Spurweite von 1.520 mm hergestellt, ihr Einsatzgebiet erstreckt sich auf große Industrieunternehmen der Metallurgie, der chemischen Industrie, der Energietechnik, Unternehmen des Eisenbahnbaues, der Baubranche u. a.

## Beschreibung
Bei der Produktion der Diesellokomotive mit der Reihe ТЭМ9 wurden zeitgemäße Prinzipien der Modul-Montage ausgenützt, was wesentlich die Betriebesmöglichkeiten und die technischen Bedienung der Lokomotive verbesserte. So kann sie besonders Gleisbögen mit kleinem Radius befahren, was für die Arbeit auf Gleisanlagen von Industriebetrieben wichtig ist. Auf der Lokomotive wird die elektrische Kraftübertragung in der Mischstromtechnik angewendet, sie garantiert die Zuverlässigkeit der Lokomotive und die leichte Wartung der Maschinenanlage. Die neu eingerichtete Diesel-Generatoreinheit besitzt verbesserte Verbrauchseigenschaften und günstigere Abgas-Werte, eingeführt ist ein Mikroprozessorsystem der Kontrolle, Verwaltung und Diagnostik. Das Führerhaus garantiert eine gefahrlose Bedienung der Lokomotive, auf die Einhaltung der Forderungen der Ergonomie und Bedienfreundlichkeit wurde großen Wert gelegt.

## Auslieferung und Betrieb
Zum Mai 2018 waren 58 Lokomotiven ausgeliefert, wobei anzunehmen ist, dass sich die Stückzahl in den nächsten Jahren stark vergrößern wird. Eingeschlossen in die Lieferung ist auch eine Hybridlokomotive mit der Bezeichnung ТЭМ9H-001 (TEM9N-001). Alle Lokomotiven wurden bisher an Industrieunternehmen geliefert.